# Kristiāns Rubīns
Kristiāns Rubīns, född 11 december 1997, är en lettisk professionell ishockeyback  som är kontrakterad till Toronto Maple Leafs i National Hockey League (NHL) och spelar för Toronto Marlies i American Hockey League (AHL).
Han har tidigare spelat för Frederikshavn White Hawks i Metal Ligaen; Västerås IK i Hockeyallsvenskan; Newfoundland Growlers i ECHL samt Medicine Hat Tigers i Western Hockey League (WHL).
Rubīns blev aldrig NHL-draftad.

## Statistik
| 2013–2014  | Västerås IK               | J18 Allsvenskan | 18  | 5  | 3  | 8  | 50 | 5  | 0 | 1  | 1  | 4  |
|            | Västerås IK               | J18 Elit        | 22  | 5  | 10 | 15 | 22 | —  | — | —  | —  | —  |
| 2014–2015  | Västerås IK               | HA              | 10  | 0  | 0  | 0  | 4  | —  | — | —  | —  | —  |
|            | Västerås IK               | J20 Superelit   | 31  | 4  | 3  | 7  | 14 | 2  | 0 | 0  | 0  | 0  |
|            | Västerås IK               | J18 Allsvenskan | 2   | 0  | 1  | 1  | 2  | —  | — | —  | —  | —  |
|            | Västerås IK               | J18 Elit        | 2   | 0  | 1  | 1  | 0  | —  | — | —  | —  | —  |
| 2015–2016  | Västerås IK               | HA              | 4   | 0  | 0  | 0  | 0  | —  | — | —  | —  | —  |
|            | Västerås IK               | J20 Superelit   | 21  | 3  | 8  | 11 | 14 | —  | — | —  | —  | —  |
| 2016–2017  | Medicine Hat Tigers       | WHL             | 49  | 3  | 21 | 24 | 14 | 11 | 0 | 7  | 7  | 8  |
| 2017–2018  | Medicine Hat Tigers       | WHL             | 60  | 7  | 20 | 27 | 36 | 6  | 1 | 3  | 4  | 2  |
| 2018–2019  | Toronto Marlies           | AHL             | 15  | 0  | 3  | 3  | 4  | 1  | 0 | 0  | 0  | 0  |
|            | Newfoundland Growlers     | ECHL            | 56  | 2  | 16 | 18 | 28 | 17 | 1 | 2  | 3  | 23 |
| 2019–2020  | Toronto Marlies           | AHL             | 47  | 2  | 12 | 14 | 6  | —  | — | —  | —  | —  |
| 2020–2021  | Frederikshavn White Hawks | ML              | 21  | 2  | 3  | 5  | 8  | —  | — | —  | —  | —  |
|            | Toronto Marlies           | AHL             | 22  | 1  | 2  | 3  | 8  | —  | — | —  | —  | —  |
| 2021–2022  | Toronto Maple Leafs       | NHL             | 2   | 0  | 0  | 0  | 2  | —  | — | —  | —  | —  |
|            | Toronto Marlies           | AHL             | 16  | 1  | 3  | 4  | 6  | —  | — | —  | —  | —  |
| NHL totalt | NHL totalt                | NHL totalt      | 2   | 0  | 0  | 0  | 2  | —  | — | —  | —  | —  |
| AHL totalt | AHL totalt                | AHL totalt      | 100 | 4  | 20 | 24 | 24 | 1  | 0 | 0  | 0  | 0  |
| HA totalt  | HA totalt                 | HA totalt       | 14  | 0  | 0  | 0  | 4  | —  | — | —  | —  | —  |
| WHL totalt | WHL totalt                | WHL totalt      | 109 | 10 | 41 | 51 | 50 | 17 | 1 | 10 | 11 | 10 |

### Internationellt
| Källa: Uppdaterad: 2021-12-11 | Källa: Uppdaterad: 2021-12-11 | Källa: Uppdaterad: 2021-12-11 |         | Utv = Utvisningsminuter | Utv = Utvisningsminuter | Utv = Utvisningsminuter | Utv = Utvisningsminuter | Utv = Utvisningsminuter |
| År                            | Lag                           | Mästerskap                    | Matcher | Mål                     | Assists                 | Poäng                   | Utv                     |                         |
| ----------------------------- | ----------------------------- | ----------------------------- | ------- | ----------------------- | ----------------------- | ----------------------- | ----------------------- | ----------------------- |
| 2014                          | Lettland                      | U18-D1                        | 5       | 0                       | 0                       | 0                       | 25                      |                         |
| 2015                          | Lettland                      | JVM-D1 A                      | 5       | 0                       | 4                       | 4                       | 2                       |                         |
| 2015                          | Lettland                      | U18                           | 6       | 0                       | 2                       | 2                       | 2                       |                         |
| 2016                          | Lettland                      | JVM-D1 A                      | 5       | 0                       | 1                       | 1                       | 0                       |                         |
| 2017                          | Lettland                      | JVM                           | 6       | 0                       | 0                       | 0                       | 2                       |                         |
| 2018                          | Lettland                      | VM                            | 8       | 1                       | 1                       | 2                       | 2                       |                         |
| 2021                          | Lettland                      | VM                            | 6       | 1                       | 1                       | 2                       | 2                       |                         |
| Junior totalt                 | Junior totalt                 | Junior totalt                 | 27      | 0                       | 7                       | 7                       | 31                      |                         |
| Senior totalt                 | Senior totalt                 | Senior totalt                 | 14      | 2                       | 2                       | 4                       | 4                       |                         |